# Свинцеплавильний завод у Картагені
Свинцеплавильний завод у Картагені – колишній виробничий майданчик на сході Іспанії.
Розробка рудних покладів в масиві Сьєрра-де-Картагена велась ще в римські часи. Повторно вона почалась в 1840-х роках, при цьому найбільш легкі в розробці руди переплавляли на десятках невеличких майданчиків. В 1860-х через вичерпання таких запасів довелось узятись за розробку галеніту (сульфід свинцю), що також перероблявся не одним плавильним виробництвом. Серед заводів, що займались такою діяльністю станом на 1901 рік, вирізнявся майданчик в Санта-Лусії, який єдиний міг виплавляти не лише свинець, але й невеликі обсяги срібла.
В 1913-му завод в Санта-Лусії придбала компанія Sociedad Minera y Metalúrgica de Peñarroya (SMMP), центр активності якої тривалий час тяжів до Пеньярроя-Пуеблонуево. Втім, у 1950-х роках SMMP отримала права на масштабну розробку ресурсів Сьєрра-де-Картагена та узялась за спорудження потужного кар'єру «Еміліо» та збагачувальної фабрики «Роберто». З 1957-го стартував видобуток, що в підсумку призвело й до нарощування потужностей плавильного заводу в Санта-Лусії. Після завершення в 1970-му модернізації майданчик міг щорічно випускати до 75 тисяч тонн свинцю.
Станом на 1982 рік за заводом рахувалась можливість щорічно виплавляти 66 тисяч тонн свинцю, 72 тони срібла та 90 тонн стибію. В цей період майданчик все ще працював з високим рівнем завантаження, проте його сировинна база вже залежала від імпорту концентрату (причому недостатня потужність порту Картагени змушувала перевантажувати останній в Антверпені на менші кораблі, що суттєво збільшувало транспортні витрати).
В 1988-му SMMP продала рудники в Сьєрра-де-Картагена компанії Portman-Golf, проте на тлі кризових явищ у іспанській гірничодобувній промисловості остання вже в 1990-му змушена була зупинити їх. Завод в Санта-Лусії також в якийсь момент продали, проте і в цьому випадку новий власник – німецька компанія Metaleurop – була вимушена закрити його в 1992 році.